# Gandhari
Das Gandhari ist eine mittelindische Sprache bzw. ein Dialekt, der im Nordwesten des indischen Kulturraumes, in Gandhara, mindestens im Zeitraum des 1. Jahrhunderts v. Chr. bis zum 4. Jahrhundert n. Chr. gebräuchlich war. Für gewöhnlich wurde es in der Kharoshthi-Schrift geschrieben. Die besondere Bedeutung dieses Dialektes liegt darin, dass er die Sprache der ältesten noch erhaltenen buddhistischen Handschriften ist und vielleicht auch die älteste indische Schriftsprache überhaupt, denn schließlich begann im oben angegebenen Zeitraum erst die Verschriftlichung bisher mündlich überlieferter Lehren. Die Buddhisten waren gewissermaßen die Vorreiter dieser neuen Vorgehensweise. In den gleichen Zeitraum fällt dem derzeitigen Forschungsstand zufolge die Entstehung der neuen soteriologischen Strömung des Mahayana. Die Erforschung des gesamten Schriftkorpus des Gandhari, die von Wissenschaftlern an einer Reihe von Einrichtungen (besonders der University of Washington, der University of Sydney, der Bayerischen Akademie der Wissenschaften und der Université de Lausanne) vorangetrieben wird, lässt vor allem auch neue Erkenntnisse bezüglich dieser wichtigen Epoche in der Geschichte des Buddhismus erhoffen.

## Zur Geschichte der Benennung
1943 schlug der englische Sprachwissenschaftler Sir Harold Walter Bailey den Begriff Gandhari erstmals vor, um den Dialekt zu benennen, der zuvor „nordwestliches Prakrit“ genannt worden war. Seiner Ansicht nach wären unter diesem Begriff folgende Dokumente einzuschließen gewesen: die Inschriften des indischen Kaisers Ashoka in Shahbazgarhi und Mansehra, der sogenannte Khotan Dharmapada, eine Sammlung in Niya gefundener Dokumente sowie weitere verstreute Zeugnisse dieses mittelindischen Dialektes in anderen Sprachen.
Diese Definition musste vor allem seit der Entdeckung zahlreicher Manuskripte (neben dem einzig bis dahin bekannten Khotan-Dharmapada) seit 1994 überarbeitet werden. Die heutige Auslegung des Begriffes orientiert sich vor allem an der Schrift, in der die Gandhari-Dokumente für gewöhnlich geschrieben worden sind, der Kharoshthi. Doch auch diese Abgrenzung hat ihre Ausnahmen. So sind wenigstens zwei Fragmente erhalten, die in mehr oder weniger klassischem Sanskrit verfasst sind. Immerhin sind bisher keine Beispiele für Schriftstücke bekannt, die zwar in der Gandhari-Sprache, aber in einer anderen Schrift als Kharoshthi verfasst worden wären.

## Das Gandhari-Schriftkorpus
Aus diesen Überlegungen heraus ergibt sich ein Gandhari-Korpus wie folgt:
- Inschriften: über 500, angefangen mit den Ashoka-Inschriften in Shahbazgarhi und Mansehra, die den Zeitraum von 250 v. Chr. bis ins 3. Jahrhundert n. Chr. überspannen, Stein und Metall als Trägermaterialien
- Münz-Legenden: gefunden vom Gandhara-Kerngebiet bis nach Zentralasien, 2. Jahrhundert v. Chr. bis 2. n. Chr., verschiedene Dynastien benutzen die Gandhari (Saken, Parther und Kuschanas), oft mit bilingualen Legenden in Gandhari und Griechisch, weswegen den Münzen eine besondere Rolle bei der Entzifferung der Karoshthi durch vor allem James Prinsep in den 1830er Jahren zukam
- Buddhistische Manuskripte: über 200 Fragmente in 8 Sammlungen, 1. Jahrhundert v. Chr. bis 3. Jahrhundert n. Chr., auf Birkenrinde und Palmblatt
- Dokumente weltlichen Inhalts: Gesetzes- und administrative Texte, beinahe 1000 Funde, geschrieben auf Holz, Leder oder anderen Materialien, 2.–7. Jahrhundert n. Chr.

## Ende der Gandhari und ihre Rolle als Übersetzungsvorlage
Die Gandhari-Periode endete spätestens, als sie vom Sanskrit als Schriftsprache abgelöst wurde. Um 500 n. Chr. geriet das Gandhari scheinbar völlig in Vergessenheit. In der bedeutenden einheimischen Sprachforschung Indiens findet es keine Beachtung – ein Umstand, der aus heutiger Sicht schwer nachzuvollziehen ist, angesichts der eingangs beschriebenen entscheidenden Rolle, die das Gandhari für den Buddhismus gespielt hat, der ja seinerseits die Zeiten überdauern konnte.
Dieses war unter anderem dadurch möglich gewesen, dass zeitgenössische buddhistische Pilger ihre Religion bis zu den Ursprüngen zurückverfolgten und Übersetzungen der bereits existierenden Texte in ihre eigenen Sprachen anfertigten. Auch hier scheint dem Gandhari eine Schlüsselrolle zugekommen zu sein. Möglicherweise war die Vorlage für die wichtige chinesische Version der Ashtasahasrika Prajnaparamita von Lokaksema in ebendieser Sprache verfasst. Lokakshemas Text vom Ende des 2. Jahrhunderts n. Chr. hatte vor Entdeckung der Gandhari-Manuskripte als das früheste Zeugnis des Mahayana-Buddhismus gegolten.